# Fotbalová reprezentace Protektorátu Čechy a Morava
Fotbalová reprezentace Protektorátu Čechy a Morava zastupovala Protektorát Čechy a Morava v mezinárodních utkáních. Sehrála pouze tři zápasy, které se uskutečnily mezi srpnem a listopadem 1939.

## Utkání reprezentace
| Protektorátní reprezentace | Skóre | Soupeř       | Datum a místo                 |
| -------------------------- | ----- | ------------ | ----------------------------- |
| Protektorát                | 7:3   | Jugoslávie   | 27. srpna 1939, Praha         |
| Čechy                      | 5:5   | Ostmarka     | 22. října 1939, Praha         |
| Protektorát                | 4:4   | Německá říše | 12. listopadu 1939, Vratislav |

## Hráči
- Josef Bican
- Karel Burkert
- Jaroslav Kulich